# Дяченко Володимир Данилович
Володи́мир Дани́лович Дяче́нко (нар. 17 травня 1961, Брусівка, Старобільський район) — український науковець, декан факультету природничих наук, завідувач кафедри хімії та біохімії, доктор хімічних наук, професор.

## Життєпис
1983 року закінчив Луганський державний університет імені Тараса Шевченка, природничо-географічний факультет за спеціальністю «вчитель біології і хімії середньої школи».
Того ж року почав працювати вчителем хімії в середній загальноосвітній школі № 2 Свердловська Луганської області.
В 1983—1985 роках служив в лавах Радянської армії, по демобілізації — працював в аспірантурі при кафедрі хімії Луганського державного університету імені Тараса Шевченка за спеціальністю «органічна хімія».
З 1988 року працює в Луганському державному педагогічному інституті імені Тараса Шевченка — завідувач лабораторією органічного синтезу, старший викладач, доцент, завідувач кафедрою хімії, декан факультету природничих наук.
1990 року захистив кандидатську дисертацію в Інституті органічної хімії імені М. Д. Зелінського АН СРСР (Москва), 1998 — в тому ж інституті — докторську.
Від 2001 року — професор кафедри хімії, з близько 2006 року (і дотепер) — декан Факультету природничих наук.

## Наукові доробки
В науковому доробку має понад 390 наукових робіт.
Основну увагу в науковій діяльності приділяє вивченню:
- синтезу гетероциклічних сполук з фармакологічною дією;
- хімії активованих олефінів;
- халькогеновмісних гетероциклів;
- хімії аліфатичних альдегідів.

Розробив нові реагенти, зокрема, для одержання частково гідрованих халькогенвмісних гетероциклічних сполук.

## Нагороди, визнання
2001 року нагороджений почесною грамотою КМ України, 2003 — відмінник освіти України, 2006 року нагороджений знаком «Петро Могила», 2009 — знаком МОН України «За наукові досягнення», 2011 — грамотою ВР України.

## Наукові праці останнього часу[1]
- Дяченко В. Д., Битюкова О. С., Дяченко А. Д. Региоселективность гетероциклизации 2-замещенных 3,3-бис(метилтио)акрилонитрилов с 2-бензимидазолацетонитрилом // Химия гетероциклических соединений. — 2010. — № 8 (518). — С. 1162—1164.
- Дяченко В. Д., Карпов Е. Н. Алифатические альдегиды в синтезе карбо- и гетероциклов. // Журнал органической химии. — 2010. — Т. 80, № 12. — С. 2518—2535.
- Дяченко В. Д., Сукач С. М. Синтез 8-арил (гетарил)-7-ацетил-6-гидрокси-1,6-диметил-3-селеноксо-2,3,5,6,7,8-гексагидроизохинолин-4-карбонитрилов конденсацией 3-арил(гетарил)-2,4-диацетил-5-гидрокси-5-метилциклогексанонов с цианоселеноацетамидом. Химия гетероциклических соединений. — 2010. — № 12 (5 22). — С. 1816—1821.
- Красников Д. А., Дяченко В. Д., Шишкина С. В., Шишкиш О. В. Синтез новых 2-тиоксо-1,2,3,4-тетрагидропиридин-3-карбоксанилидов и их алкилирование // Журнал общей химии. — 2010. — Т. 80, № 2. — С. 305—308.
- Дяченко В. Д. Неожиданный синтез новой гетероциклической системы — 2-(3,8-диарил-6-оксо-2,7-диазаспиро[4.4]нона-2,8-диен-1-илиден)малононитрила // Химия гетероциклических соединений. — 2011. — № 6. — С. 939—941.
- Неожиданное образование (Е)-2-(2-гидроксибензилиденамино)-4,5,6,7-тетрагидробензо[ b ]тиофен3-карбонитрила при взаимодействии 2-цианоциклогексилиденэтантиоамида с салициловым альдегидом // Химия гетероциклических соединений. — 2011. — № 1. — С. 140—141.
- Дяченко В. Д., Солодуха М. В. Синтез и строение 3-алленил-4-арил-7,7-диметил-5-оксо-2-тиоксо-1,2,3,4,5,6,7,8-октагидрохинолин-3-карбонитрилов // Журнал органической химии. — 2011. — Т. 47. — № 9. — С. 1322—1326.
- Дяченко В. Д. Эффективный и региоселективный синтез 3-замещенных 6,7-дигидро-5Н-пирроло[1,2-с]тиазол-4-ий бромидов // Журнал органической химии. — 2012. — Т. 48. — № 1. — С. 147—148.
- Дяченко В. Д., Сукач С. М. Синтез 1Н-пиразоло[3,4-с]изохинолин-1-онов конденсацией производных циклогексанонов с 3-амино-1-фенил-1Н-пиразол-5(4Н)-оном // Журнал общей химии. — 2012. — Т. 82. — № 2. — С. 310—314.
- Дяченко В. Д., Битюкова О. С. Химические свойства 3,3-бис(метилтио)акрилонитрилов и синтез на их основе биологически активных соединений // Журнал органічної та фармацевтичної хімії. — 2012. — Т. 10. — Вип. 3 (39). — С. 3—25.
- Дяченко В. Д. 2-(1-Бута-1,3- диен)-4-[фенил(2-фурил)]замещенные тиазолы на основе производных 2,4-пентадиентиоамида // Журнал органічної та фармацевтичної хімії. — 2012. — Т. 10. — Вип. 2 (38). — С. 54—58.

## Джерело
1. ↑  за: http://www.luguniv.edu.ua/?z1=b,714 [Архівовано 16 серпня 2013 у Wayback Machine.]

- Луганський національний університет [Архівовано 16 серпня 2013 у Wayback Machine.]